# Mathrock
Mathrock is een polyritmische vorm van noiserock, ontstaan in de jaren 90.
Mathrock is nader gespecificeerd gelijk aan postrock en bevat geen popsongstructuur (couplet-refrein-couplet), maar op één punt verschillend. Postrock is traag en sferisch van karakter, beïnvloed door minimale muziek, Mathrock is gebaseerd op riffs, hectisch en continu wisselend van maat.
Veel bands combineren beide genres waardoor een exacte scheiding lastig aan te brengen is.
Noisebands van voor de grunge zoals Sonic Youth, Dinosaur Jr., Pixies richtten zich op dissonante gitaarstructuren, die onderling van elkaar afweken (basgitaar en eventueel tweede gitaar spelen andere akkoordpatronen dan hoofdslaggitaar). Maatsoort binnen één compositie was hierbij echter rechtlijnig (net als bij veel new wave-nummers het geval was). Bij mathrock en postrock werd ook de maatsoort binnen de compositie variabel en worden de ritmes van de slaggitaren en basgitaren ook in contraritme ten opzichte van elkaar en de drums gespeeld.
Voorlopers van het genre zijn Fugazi en Unwound.

## Mathrockbands
- Battles
- Dazzling Killmen
- Don Caballero
- Les Savy Fav
- Polvo
- Pterodactyl
- Shellac
- Toe
- Covet
- Hyakkei

## Mathrock gecombineerd met postrock
- And So I Watch You From Afar
- June of '44
- Karate
- Slint
- 65daysofstatic
- Brutus

## Nederlandse mathrockbands
- Feverdream
- Gone Bald
- June in December
- Rosa Parks' Private Bus Seat
- You And Me And The Mountain
- Fine China Superbone